# Roth (Rednitz)
Die Roth ([ʁoːt] ) ist ein ganzjähriges Fließgewässer 1,2 und 3. Ordnung im mittelfränkischen Landkreis Roth in Bayern, das nach einem fast 24 km langen Lauf in ungefähr nordwestlicher Richtung im Stadtgebiet von Roth von rechts in die Rednitz mündet.

## Geographie

### Verlauf
Die Roth entspringt in einem Waldgebiet östlich des Altenberges (553 m ü. NHN) bei Dorf Stauf von Markt Thalmässing auf etwa 499 m ü. NHN. Auf ihren ersten etwa anderthalb Kilometern läuft sie durchs Gewann Tännig in nordöstlicher Richtung den Nordosthang des Altenberges hinab. Am Bergfuß auf etwa unter 440 m ü. NHN verlässt sie bei einem kleinen Teich den Wald und wendet sich auf bald westlichen Lauf nach dem und durch den Thalmässinger Ortsteil Eysölden. Hinter dem Ort wird sie nahe der Ziegelhütte und kurz vor einer Kläranlage von links vom Altbach gespeist, der den nordwestlichen Hang und das Vorland des Altenbergs entwässert. An diesem Zufluss wechselt sie dann schnell auf ihren nun bis fast zur Mündung sehr beständig nordwestlichen Kurs, auf dem sie bald nach der Neumühle ins Stadtgebiet von Hilpoltstein wechselt.
Hier durchläuft sie zunächst eine aus Hangwäldern und offener Flur gemischte Landschaft und passiert dabei dessen Pfarrdorf Zell am linken Ufer, durch das mit dem Höllachgraben erstmals ein etwas längerer Bach zufließt. Weiter abwärts an der Lochmühle mündet von links und Südwesten kommend die über 9 km lange Kleine Roth, die ihr bisheriges Einzugsgebiet mehr als verdoppelt. Ein abgehender Mühlgraben treibt die Mühle an. Bald folgt am rechten Ufer die Weihersmühle, unterhalb von ihr durchquert die Roth das Dorf Unterrödel, an dessen Nordende ein Nebengraben der Rothenmühle Wasser zuführt. Über dem schmalen offenen Talboden bedecken von nun Wälder die begleitenden Hügel, an der linken Seite fast ununterbrochen.
Kurz vor der Fuchsmühle läuft ihr von links der Hardgraben zu, der zuvor mehrere Weiher teils in geschlossener Kette durchflossen hat. An der Mühle knickt der Fluss für etwa einen Kilometer nach Nordosten ab und passiert in dieser Richtung die Gruppe der Kühweiher. Dann wird sie auf 366 m ü. NHN am Südrand des Hilpoltsteiner Stadtteiles Hofstetten vom über 8 km langen Minbach aus dem Südosten verstärkt, sie wendet sich wieder nach links auf westlicheren Lauf und fließt am Kirchdorf auf dem rechten Hang vorbei, hinter dem gegenüber einem größeren Weiher am linken Auenrand prompt auf dem rechten Hang wieder Wald einsetzt.
Zwischen der Paulusmühle und der Knabenmühle mündet von rechts der fast 10 km lange Gänsbach zu, der zuvor am Mittellauf Hilpoltstein selbst durchlaufen hat und dessen Quellen noch jenseits des Rhein-Main-Donau-Kanals liegen, welcher sich nun der Roth rechts immer mehr nähert. Unterhalb der folgenden Stephansmühle grenzt das Stadtgebiet von Roth ans linke Ufer. Etwas nach der Brücke der Bahnstrecke Greding–Roth über beide Gewässer fließt gegenüber der Lösmühle auf 352 m ü. NHN von links der mit seinem längeren Oberlauf etwa 6 km lange Wallersbach aus dem weiten linken Waldgebiet zu, er speist darin die Wallersbachteiche und läuft dann ein gutes Stück lang in Mäandern durch die Aue der Roth. Danach tritt sie ganz ins Gebiet der Stadt Roth ein.
Am südöstlichen Siedlungsrand von Eckersmühlen passiert sie die Brückleinsmühle und nimmt kurz vor der Leonhardsmühle, diesmal von rechts und Nordosten, eine weitere Kleine Roth auf, mit fast 12 km Länge und einem Einzugsgebiet von gegen 39 km² ist diese ihr bedeutendster Zufluss. Diese entsteht nordöstlich von Markt Allersberg im Pyrbaumer Forst und durchläuft zwischen dem Marktdorf und dem Rhein-Main-Donau-Kanal auf 354 m ü. NHN den großen Rothsee, der unter anderem der Scheitelspeisung des in diesem Bereich der Roth am nächsten kommenden Kanals dient.
Abwärts von Eckersmühlen passiert die Roth den historischen Kupfer- und dann gleich den Eisenhammer an der Roth, in deren Bereich der kurze Rötelgraben von links zuläuft. Abwärts des unterhalb von der Roth geteilten Dorfes Hofstetten der Stadt Roth wird der Fluss noch von dem aus dem Osten zulaufenden Röthelbach gespeist. Danach wendet sich die bisher noch in Mäandern nordwestlich ziehende Roth mehr und mehr auf Westlauf. Sie fließt unmittelbar am Stadtrand unter der B 2 hindurch, dann durch einen Parkstreifen der Stadt, tangiert den Altstadtkern im Norden und mündet schließlich auf etwa 325 m ü. NHN unterhalb der Rednitzbrücke der Bahnhofstraße von rechts und zuletzt Osten in eine Ostschlinge der Rednitz.
Die Roth hat von der Quelle am Altenberg bis zur Mündung eine Länge von 23,6 km und fällt auf dieser Strecke um etwa 174 Meter, ihr mittleres Sohlgefälle liegt bei etwa 7,4 ‰. Das Wasser der Roth gilt auf dem größten Teil ihres Laufes als kritisch belastet und erst im Unterlauf ab Hofstetten als nur mehr mäßig belastet.

### Einzugsgebiet
Die Roth entwässert ein – je nach Quelle – 172,5 km² oder 180,8 km² großes Einzugsgebiet nordwestlich zur Rednitz. Wenn man die durch den Bau des Main-Donau-Kanals teilweise künstlich veränderten Abflussverhältnisse unberücksichtigt lässt, dann grenzt im Norden das Einzugsgebiet des nahen abwärtigen Rednitz-Zuflusses Brunnbach an, im Nordosten bei Allersberg das des noch unterhalb mündenden Finsterbachs. Jenseits der gesamten östlichen Wasserscheide nimmt die Schwarzach ihre oft nur kurzen Zuflüsse auf. Hinter den Randerhebungen im Süden zieht deren recht langer Zufluss Thalach ostwärts zur Schwarzach. Auf diesen beiden Abschnitten ist also, weil die Schwarzach über die Altmühl in die Donau entwässert, während das Rednitzwasser über den Main den Rhein erreicht, die Einzugsgebietsgrenze zugleich Teil der Europäischen Hauptwasserscheide zwischen Rhein und Donau. Die westliche Wasserscheide schließlich trennt von den Zuläufen Felchbach, Röttenbach und Maukbach des Rednitz-Oberlaufes Fränkische Rezat, weiter im Norden dann auch von kleineren des Roth-Vorfluters Rednitz selbst.
Die größten Höhen werden am Südrand an der Südostspitze bei Stauf auf dem Altenberg (553 m ü. NHN) wenig über dem Roth-Ursprung, vor allem aber an der Südwestspitze bei Heideck-Rambach auf dem Schloßberg (606,7 m ü. NHN) erreicht, an dem Quellbäche der (oberen, linken) Kleinen Roth entspringen. Beide isolierten Erhebungen sind Zeugenberge vor dem Nordrand der Frankenalb, der Schloßberg mit einer Decke im Braunjura, der Schloßberg sogar mit einer im Weißjura.
Etwa die Hälfte des Einzugsgebietes ist bewaldet.

### Zuflüsse
Direkte Zuflüsse von der Quelle zur Mündung. Auswahl. 
- Altbach, von links nach Thalmässing-Eysölden bei Ziegelhütte
- Höllachgraben, von links bei Hilpoltstein-Zell
- Kleine Roth, von links nahe Hilpoltstein-Lochmühle bei Oberrödel
- Hardgraben, von links gegenüber Hilpoltstein-Fuchsmühle
- Minbach, von rechts kurz vor Hilpoltstein-Hofstetten
- Frühmeßbach, von rechts kurz nach Hofstetten; Teilungsarm, der am Zufluss des vorigen rechts abgeht
- Gänsbach, von rechts vor Hilpoltstein-Knabenmühle
- Wallersbach, von links vor Hilpoltstein-Lösmühle
- Kleine Roth, von rechts bei Roth-Leonhardsmühle
- Rötelgraben, von links vor Roth-Hofstetten
- Röthelbach, von rechts vor Roth